# ZH1
Le ZH1, anciennement HNLMS Gerard Callenburgh, est un destroyer, navire de tête de sa classe construit pour la marine royale néerlandaise à la fin des années 1930.  
Sa quille est posée le 12 octobre 1938 au chantier naval Rotterdamsche Droogdok Maatschappij de Rotterdam, aux Pays-Bas. Lancé sous le nom de Gerard Callenburgh le 12 octobre 1939, il est sabordé en mai 1940 lors de l'invasion allemande des Pays-Bas. Renfloué par les Allemands quelques mois plus tard, il est mis en service dans la Kriegsmarine le 11 octobre 1942 sous le nom de ZH1. 

## Historique
Construit aux Pays-Bas à la fin de l'année 1938, le navire est en cours d'achèvement lorsque l'Allemagne envahit les Pays-Bas le 10 mai 1940. Face à l'avancée éclair de l'armée allemande, le navire est sabordé cinq jours plus tard à Nieuwe Waterweg afin d'éviter qu'il ne tombe aux mains de l'ennemi. Renfloué par les Allemands le 14 juillet, le Gerard Callenburgh est remorqué jusqu'au chantier naval Blohm + Voss de Hambourg pour quelques réparations qui débutent durant l'été, bien qu'ils décident de conserver la plupart de l'armement et de l'équipement néerlandais. Seul l’armement anti-aérien original est remplacé par quatre canons Bofors 40 mm et quatre mitrailleuses de 12,7 mm. Le destroyer est remorqué vers son chantier d'origine où il est achevé, puis mis en service après de nombreux retards le 11 octobre 1942 sous son nouveau nom de ZH1. Rattaché à la 5e flottille de destroyers en mer Baltique, le ZH1 effectue de nombreux essais. Il est légèrement endommagé lors d'une collision avec le cargo danois Douro le 11 avril qui nécessite des réparations au mois de juin. Alors qu'un radar FuMO 24/25 est placé au-dessus du pont, sa remise en service est retardée jusqu'au mois d'octobre en raison d'un raid aérien sur son chantier naval. 
Le 31 octobre, les ZH1 et Z 27 appareillent de Kiel pour l'Ouest de la France occupée. Pendant leur transit au large de Le Verdon-sur-Mer, les deux navires sont légèrement endommagés par des éclats d’artillerie côtière britannique lors de leur passage dans la Manche. Le 5 novembre, ils sont attaqués sans succès par des vedettes britanniques au large du Cap d'Antifer, blessant plusieurs de leurs assaillants. Il rejoint ensuite la 8e flottille de destroyers au cours duquel il effectue une mission d'escorte. À la suite d'une avarie moteur, il est remorqué par un torpilleur et de nouveau envoyé en réparation qui s'achèvent au début du printemps 1944. En mars, les destroyers ZH1 et Z 23 et les torpilleurs T27 et T29 escortent le sous-marin japonais I-29 à Lorient après l'avoir rejoint dans le golfe de Gascogne. Le même mois, il effectue plusieurs tâches de convoyage de U-Boots au nord de Brest. 
Lorsque les Alliés envahissent la Normandie en juin 1944, les destroyers allemands de la 8e flottille, alors au mouillage à proximité des côtes de Gironde, reçoivent l’ordre de faire route vers Brest le 6 juin 1944. Trois destroyers forment l'escadre : le ZH1, le Z 24 et le Z 32 commandé par le Kapitän zur See Theodor von Bechtolsheim (en). Les transmissions allemandes sont interceptées et décodées par les Britanniques qui déploient des bombardiers Bristol Beaufighter du RAF Coastal Command avec pour objectif d'attaquer ces bâtiments dans le golfe de Gascogne. Lors du raid aérien, ils endommagent le destroyer-amiral Z 32 qui doit être réparé à Brest. Le 9 juin, la 10e escadre de destroyers britanniques interceptent la force allemande au nord-est de l’île de Batz. Lors de l'affrontement, connu sous le nom de bataille d'Ouessant, le ZH1 est endommagé par des torpilles des destroyers britanniques HMS Ashanti et HMS Tartar, seulement quelques instants après avoir tiré sa première salve. Une coupe la conduite de vapeur principale dans la salle des machines tandis que l'autre inonde la chaufferie avant, coupant ainsi le courant. Les deux destroyers britanniques ont ensuite dirigé leur tir vers le Z24 avant de perdre la trace du ZH1 dans l'obscurité. Dérivant, le ZH1 tente d'attaquer le Tartar avant d'être repéré par l'Ashanti qui lui tire une seconde torpille au niveau de sa proue. Malgré la situation critique, sa tourelle avant continue de faire feu tandis que ses quatre torpilles restantes tirée une à une sous contrôle manuel ne rencontrent aucun succès. Peu après, le capitaine Klaus Barckow annonce l'abandon du navire et son sabordage à la position géographique 48° 52′ N, 4° 28′ O. Alors qu'il commence à prendre de la gîte, sa coque explose à 02 h 40 du matin. 39 membres d'équipage, dont Barckow, sont tués. Vingt-huit réussissent à atteindre la côte, les 140 restants sont secourus par les Britanniques. 